# Taxi au Bénin

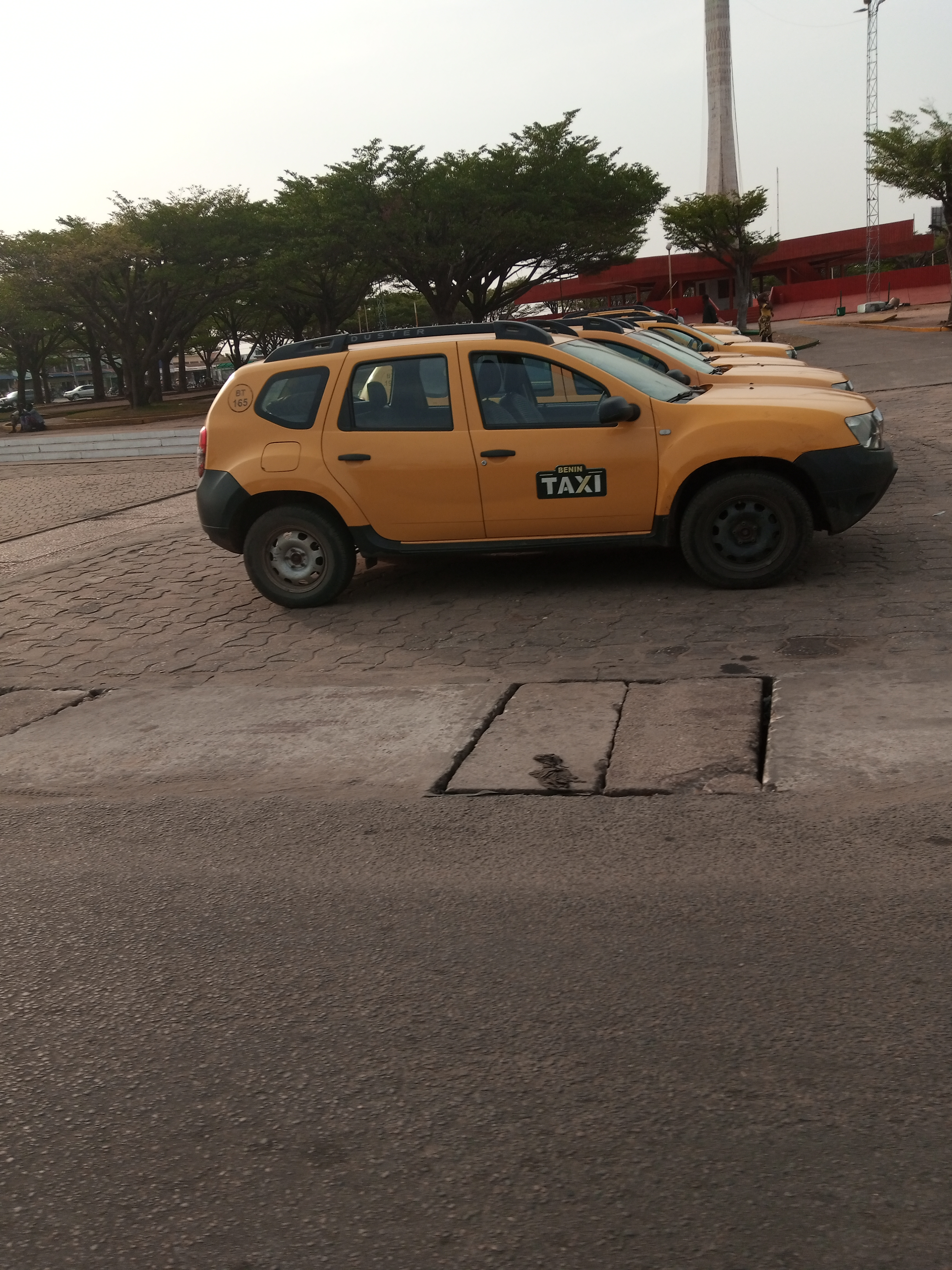
Bénin taxi, un taxi modernisé lancé en 2018.

Le taxi au Bénin est un mode de transport collectif et populaire dont l'activité est réglementée par le ministère chargé des transports au Bénin. Les plus célèbres sont les taxis peints en jaune, qui sont présents dans les grandes villes et les villes secondaires du pays.
Les conducteurs de taxi au Bénin sont appelés des taximen. Il en existe de plusieurs sortes : les taxis classiques, les motos-taxis communément appelés zémidjans et les bus-taxis.

## Types de taxis

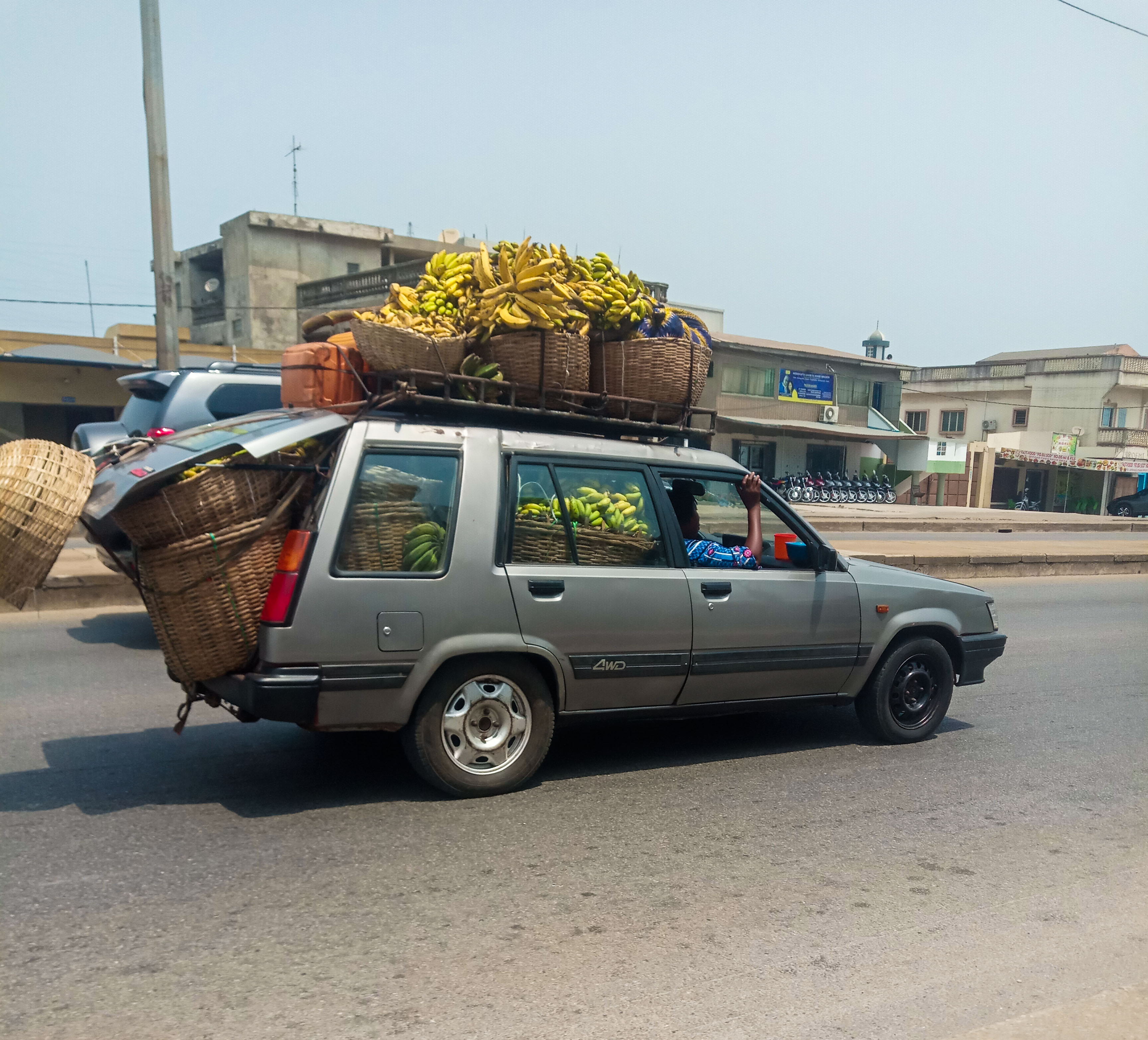
Taxi brousse en ville au Bénin.

Il existe plusieurs variétés de taxis au Bénin :

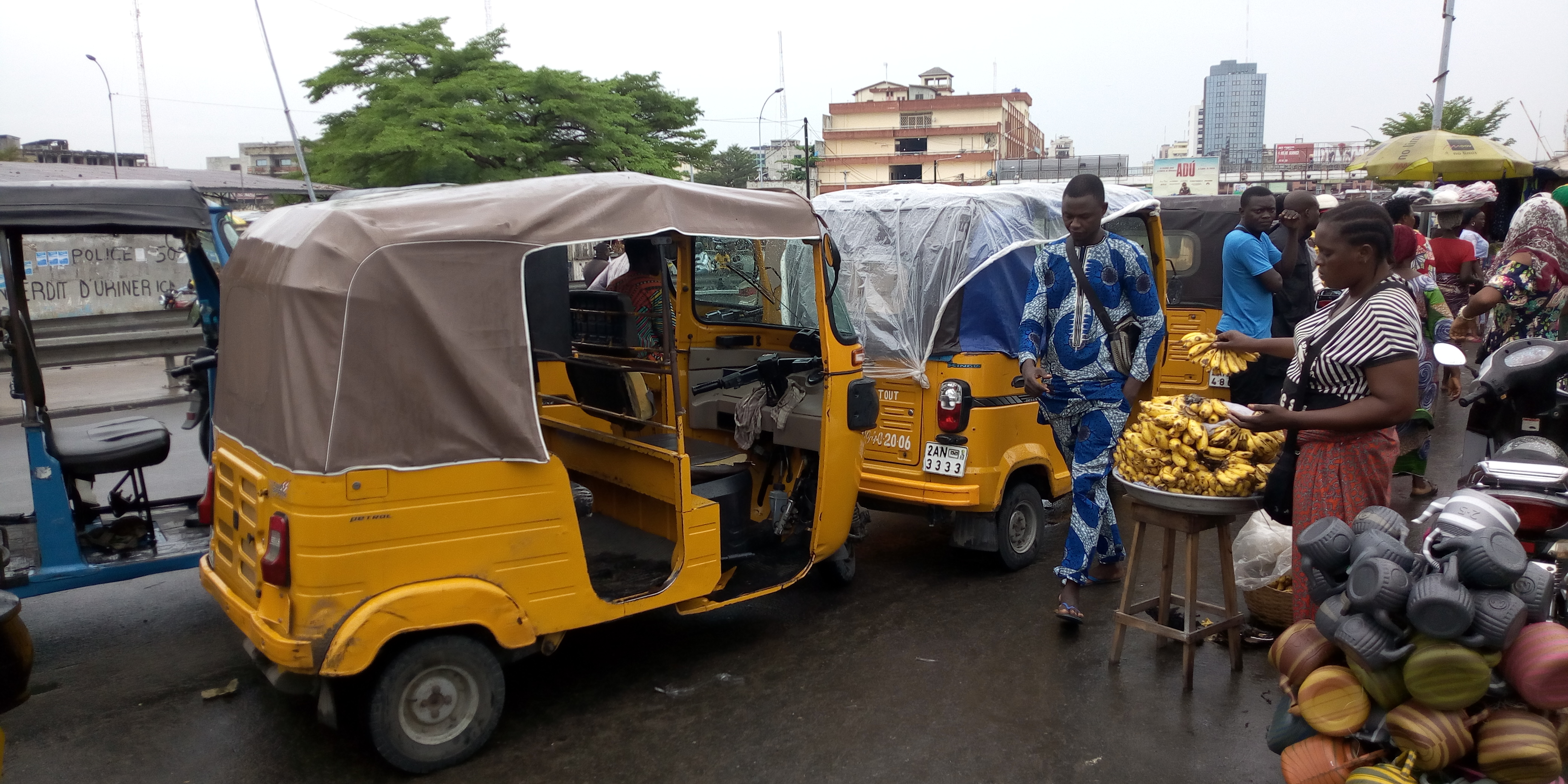
Moto taxi à trois roues.

- Taxis-motos communément appelés  zémidjan ;
- Tricycles communément appelés  Cloboto ;
- Bus des municipalités de Cotonou et d’Abomey-Calavi ;
- Taxis, reconnaissables à leur plaque d'immatriculation orange, ou à leur carrosserie peinte en jaune et vert à Cotonou et qui peuvent transporter entre 5 et 9 personnes ;
- Minibus qui fonctionnent sur le même principe que le taxi voiture, mais capable de transporter entre 10 et 20 passagers ;
- Autocars qui sont utilisés pour les longs trajets entre les principales villes du pays ou rejoindre les pays voisins ; les autocars possèdent des horaires définis, mais également quelques éléments de confort non négligeables.

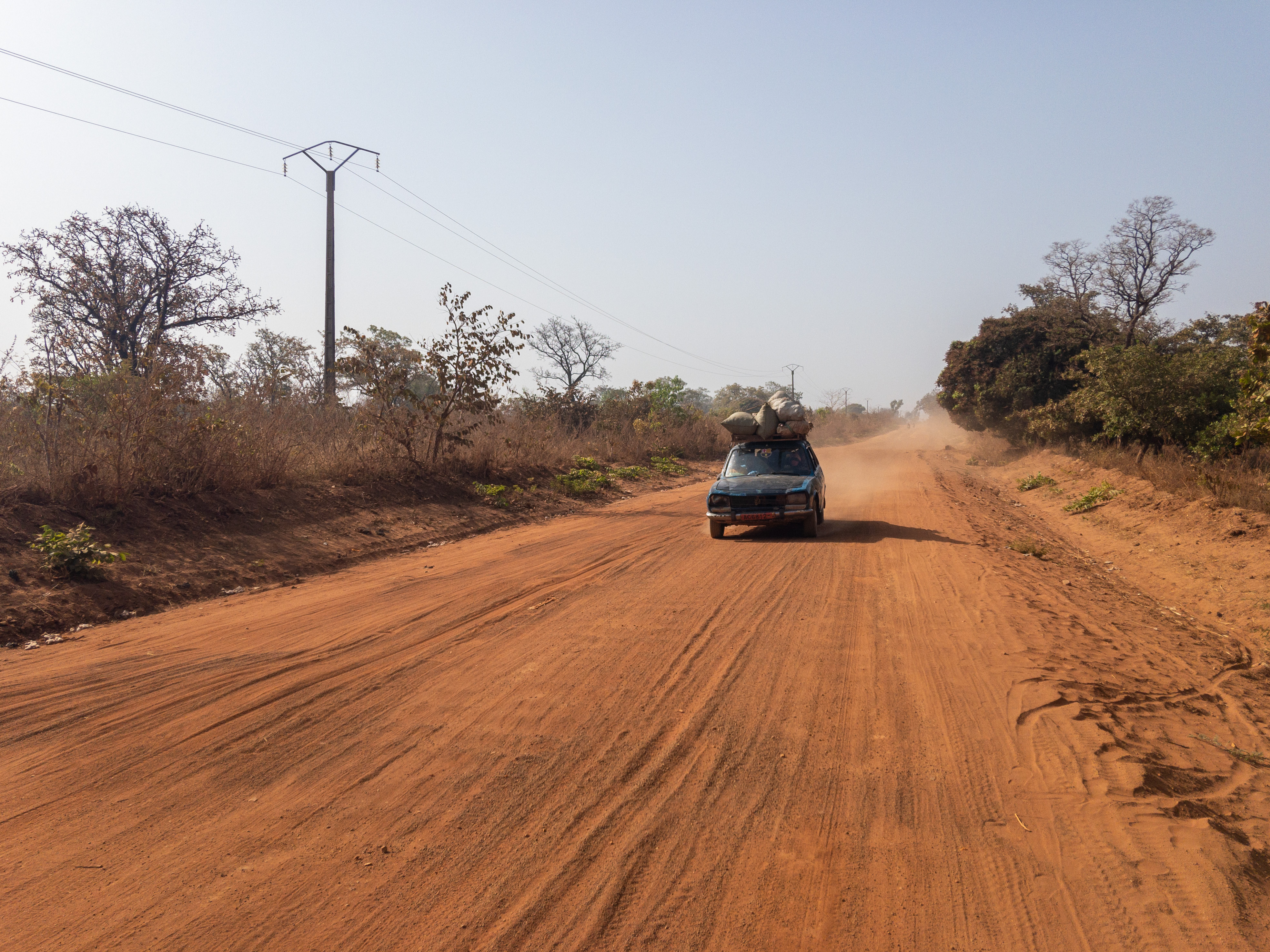
Taxi dans le nord du pays.

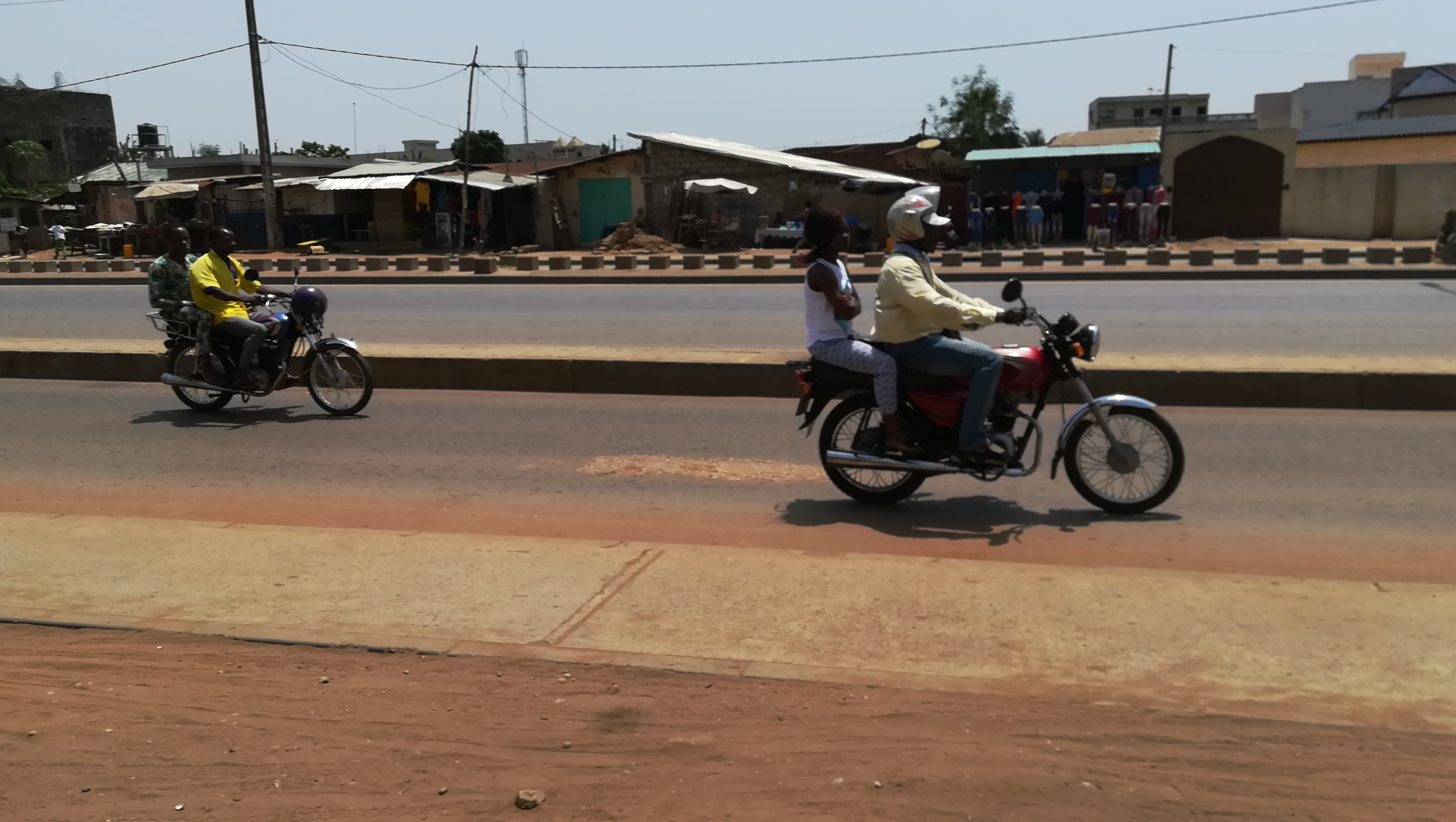
Taxi-moto communément appelé "Zémidjan" à Abomey-Calavi-Bénin.

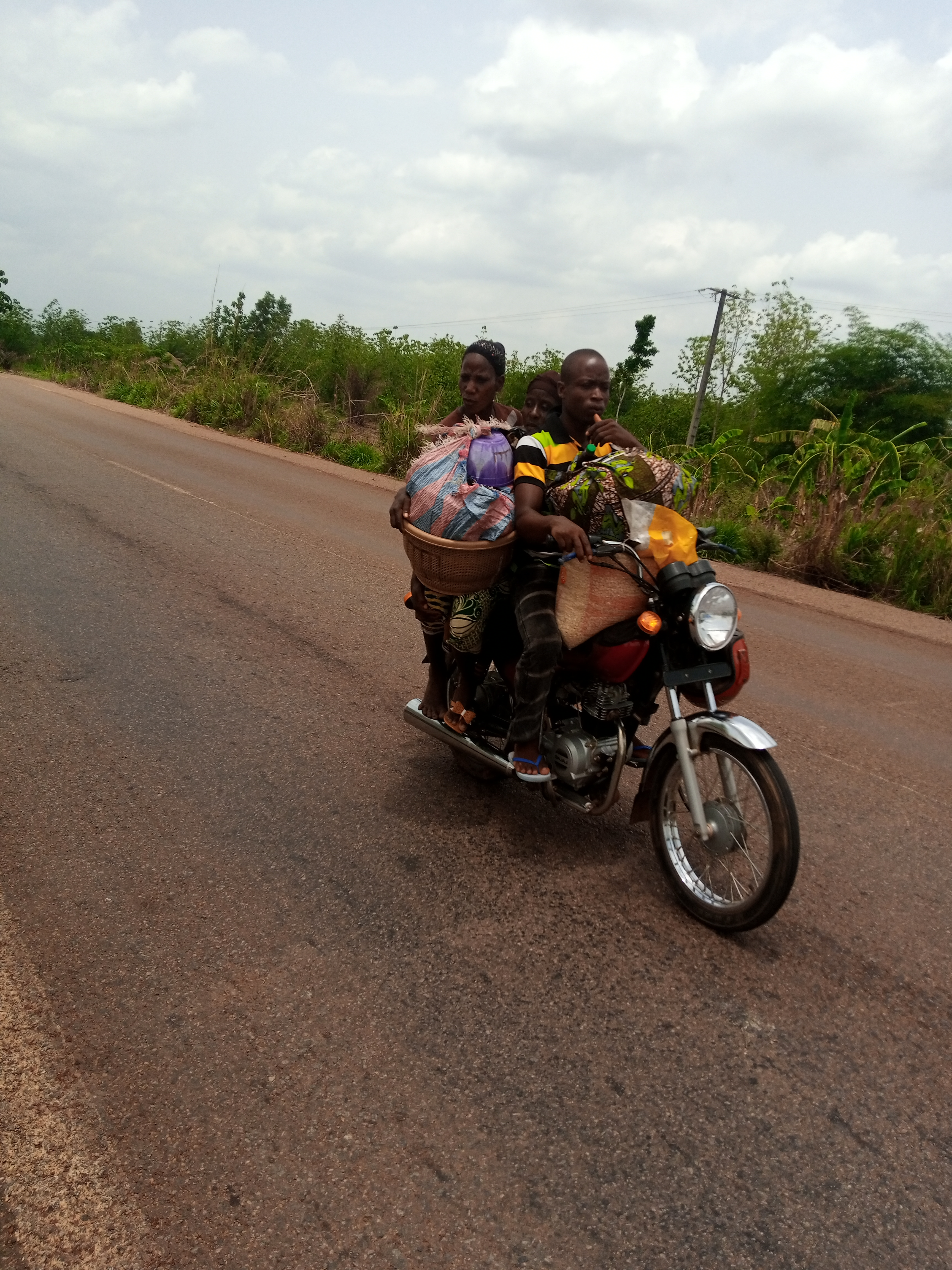
Taxi moto à Pobé

## Principales compagnies de transport en commun

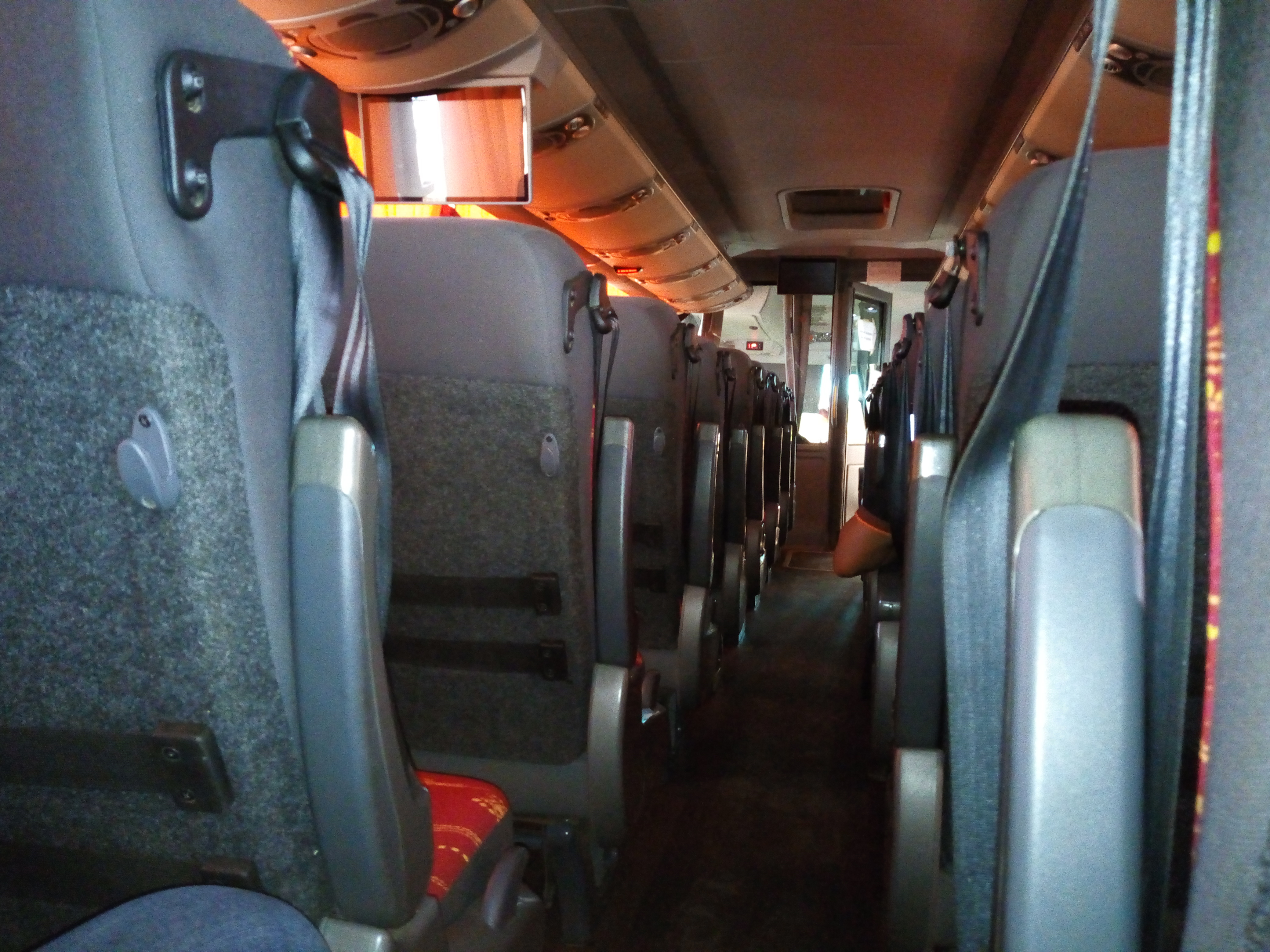
Intérieur d'un autocar au Bénin

Le Bénin propose une variété de services à travers plusieurs compagnies: 
- Ayina Transport Tourisme (ATT)
- La Poste voyages
- Confort Lines
- Soft Taxis
- ATV est une compagnie de transport routier des personnes et des biens.
- TRANS FIDAK est une structure spécialisée dans le transit, le transport de marchandises, le transport logistique et la représentation commerciale.
- MAS Transport routier est spécialisé dans le transport routier de marchandises.
- ADO Transport est une société de transport de marchandises et de livraison de produits pétroliers dans tous les pays de l’hinterland.
- Afrik'a free service
- Baobab express
- Cheetah sarl
- Ets Cek trans et fils
- Ets Dedewegbede et fils
- Ets Edmet-logistique
- Ets Enanwagnon et fils
- Ets Idrissa transport et fils
- Ets Imorou & fils

## Modèles de motocyclettes
Depuis plusieurs décennies, les marques japonaises, notamment les motos à moteur à deux temps Suzuki, Yamaha, Kawasaki… sont abandonnées au profit de motos à moteur à quatre temps telles celles des marques Sanya, Bajaj, Dayang… en raison du respect de l'environnement vulgarisé auprès des conducteurs de taxi-moto zémidjan.

## Syndicalisme
L'Union des conducteurs de taxi-moto de Cotonou, créée en 1993, est le premier syndicat de conducteurs de zémidjan. Les revendications de l'Union ont abouti à la baisse des prix du permis de conduire et de la vignette.